# スグリ (植物)
スグリ（酸塊、学名:Ribes sinanense F.Maek.）は、スグリ科スグリ属に分類される落葉低木の1種。クロンキスト体系では、ユキノシタ科に分類されていた。和名は酸っぱく、割栗石、くりくり坊主と同じ丸い実（塊）であることに由来する。

## 特徴
束生し多数分枝し、樹高は約1 m。葉腋の下に1-3分枝した鋭い棘がある。樹皮は紫褐色。葉は互生し短枝では束生、葉身は長さ幅とも2-4 cm、基部は切形-浅いハート形、3-5中裂し、裂片はさらに3-5浅裂し、両面と縁に毛がある。葉柄は長さ2-5 cm。前年の葉腋に小さな花を1-2個つけ、葉とともに開く。萼片は5個でそり返る。花弁は長さ約5 mmの広線形で直立する。花期は5-6月。果実は液果で、直径7-12 mmの球形、9月に赤紫色に熟し食べられる。

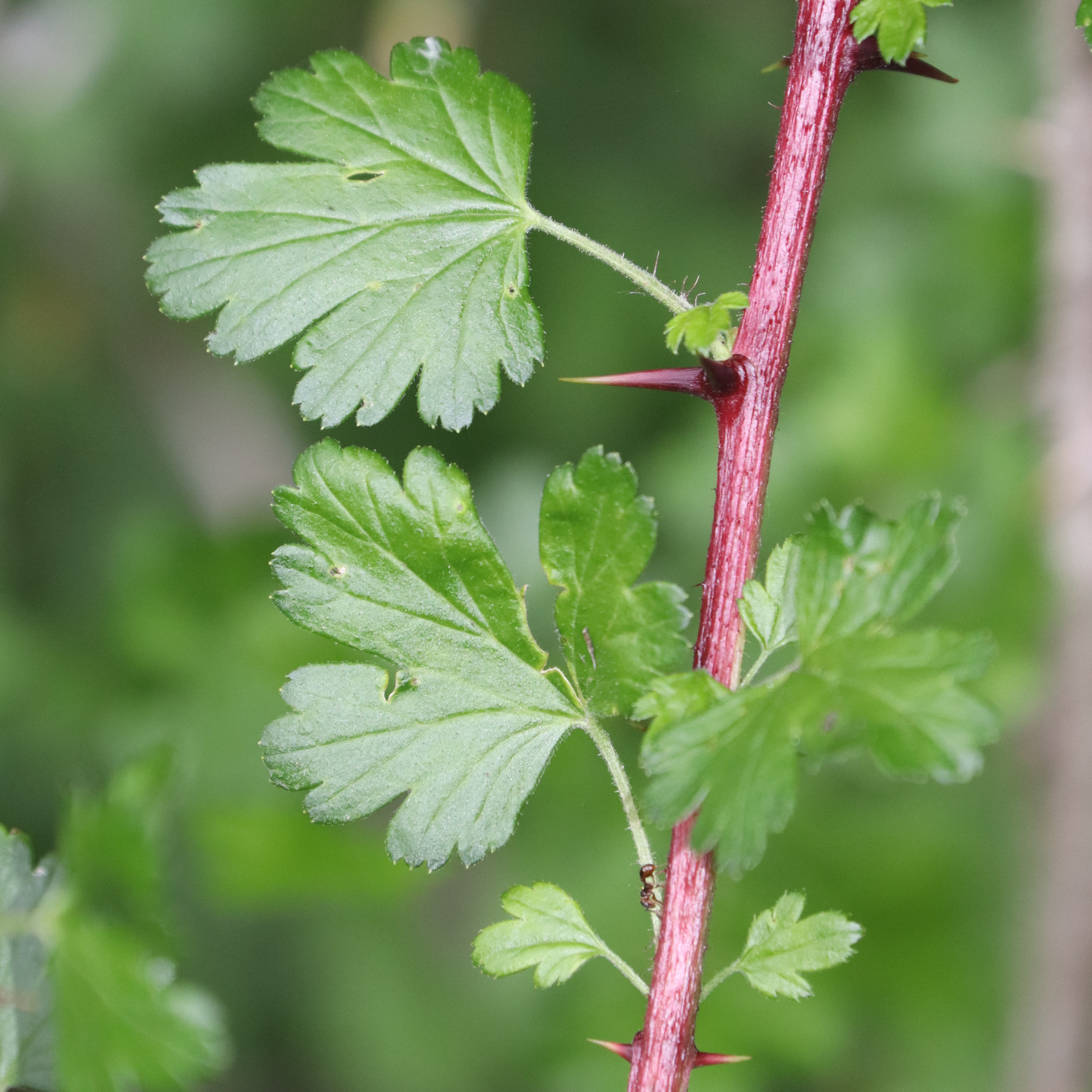
葉と棘
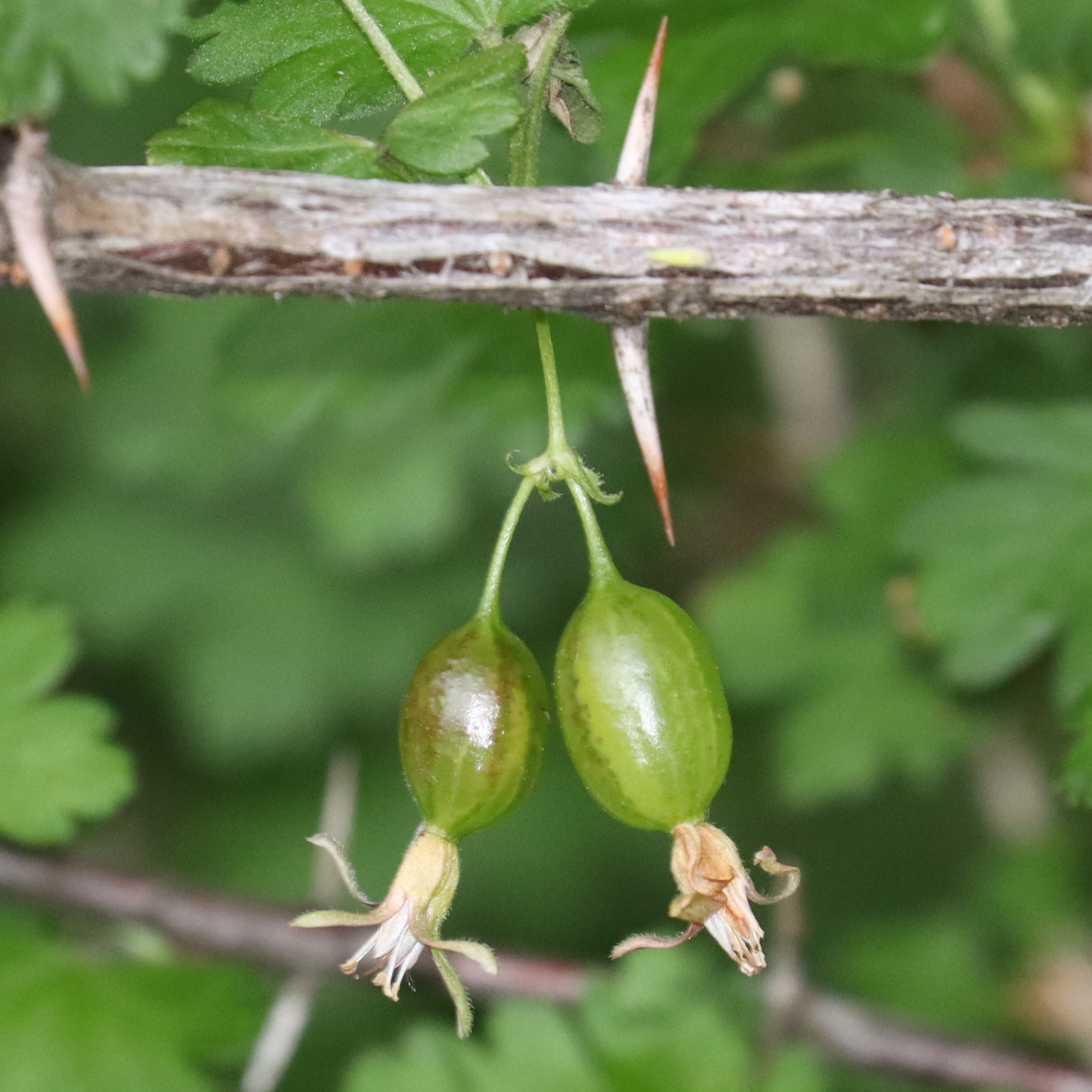
萼片は5個でそり返り、花弁は直立する

## 分布と生育環境

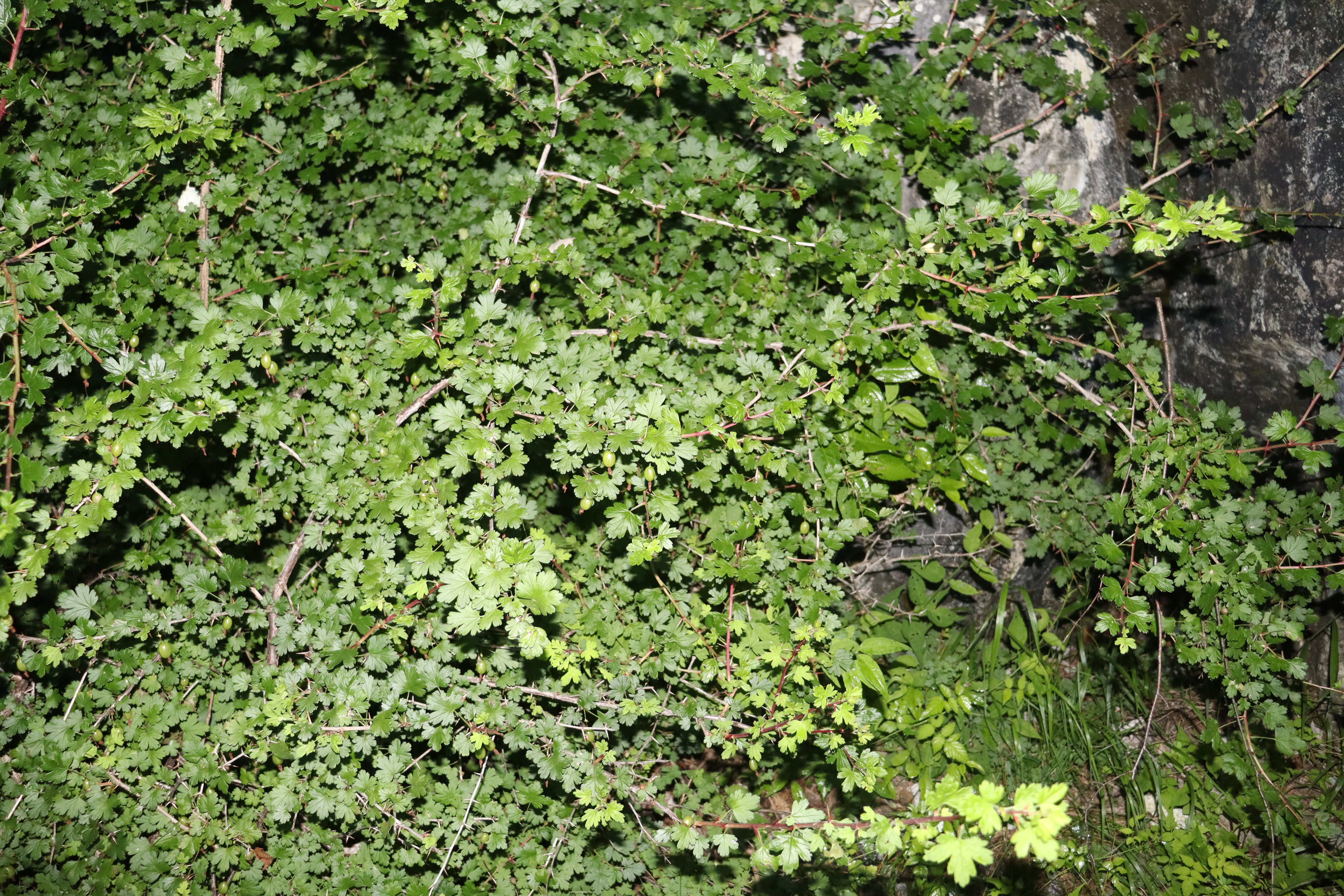
山地に生育するスグリ

日本の固有種。長野県、山梨県、群馬県にまれに分布する。群馬県ではレッドリストで絶滅危惧IB類に指定を受けている。
低山帯上部の、林内の岩上や砂礫地に生育する。